# Atletica leggera ai Giochi della XI Olimpiade - Staffetta 4×100 metri maschile

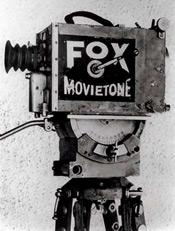
Video della Finale (durata: 1'12")

La competizione della staffetta 4×100 metri maschile di atletica leggera ai Giochi della XI Olimpiade si è disputata nei giorni 8 e 9 agosto 1936 allo Stadio Olimpico di Berlino.

## L'eccellenza mondiale
| Record mondiale ed olimpico: 1932 | 40”0 | Stati Uniti | Presenti |
| Record europeo (1932)             | 40”6 | Germania    | Presente |

## La gara
Le nazioni partecipanti alla finale si possono dividere in due categorie: gli Stati Uniti, che schierano un quartetto di "marziani", e il resto del mondo, con Germania, Canada, Italia, Paesi Bassi e Argentina a contendersi i gradini più bassi del podio.

Inizialmente la staffetta degli Stati Uniti doveva essere composta dagli atleti che si erano piazzati dal terzo al sesto posto ai Trials (Wykoff, Draper, Sam Stoller e Marty Clickman). Ma poi gli americani cambiano idea e schierano il quartetto più forte. A differenza di Los Angeles 1932, dove era stata approntata una staffetta di soli bianchi, i dirigenti USA hanno ammesso per la prima volta i neri in squadra, pur inserendoli nelle due frazioni iniziali.
In semifinale gli Stati Uniti eguagliano il record mondiale con 40”0.

In finale schierano Owens in prima frazione, che corre da par suo distanziando subito gli avversari. Al primo cambio inseguono l'Italia, la Germania e i Paesi Bassi. Al terzo ed ultimo cambio, quando gli USA si stanno già involando verso la vittoria con Wykoff a tempo di nuovo record del mondo, l'Italia è in vantaggio di circa due metri su tedeschi e olandesi. Questi ultimi schierano uno dei migliori velocisti d'Europa, Martinus Osendarp, che si lancia in una rincorsa forsennata, tanto da perdere il bastoncino a 25 metri dall'arrivo. I Paesi Bassi vengono squalificati dopo essere arrivati terzi.

Il primato mondiale stabilito dagli Stati Uniti durerà ben vent'anni.
Frank Wykoff è l'unico uomo nella storia dei Giochi olimpici che sia riuscito a vincere tre medaglie d'oro nelle staffette. A livello femminile, sempre nella 4x100, il suo record sarà eguagliato dalla connazionale Evelyn Ashford (1984-88-92).

## Risultati

### Turni eliminatori
| 3 Batterie | 8 agosto | 15 nazioni | Si qualificano le prime 2. |
| Finale     | 9 agosto | 6 nazioni  |                            |

### Batterie
| Pos. | Nazione     | Atleti                                                        | Tempo  |
| ---- | ----------- | ------------------------------------------------------------- | ------ |
| 1    | Stati Uniti | Jesse Owens Ralph Metcalfe Foy Draper Frank Wykoff            | 40"0   |
| 2    | Italia      | Orazio Mariani Gianni Caldana Elio Ragni Tullio Gonnelli      | 41"1   |
| 3    | Sudafrica   | Eric Grimbeek Pat Dannaher Tom Lavery Marthinus Theunissen    | 41"7   |
| 4    | Finlandia   | Toivo Ahjopalo Toivo Sariola Palle Virtanen Aki Tammisto      | 42"0   |
| -    | Giappone    | Takayoshi Yoshioka Monta Suzuki Mutsuo Taniguchi Masao Yazawa | Squal. |

| Pos. | Nazione            | Atleti                                                      | Tempo |
| ---- | ------------------ | ----------------------------------------------------------- | ----- |
| 1    | Paesi Bassi        | Tjeerd Boersma Wil van Beveren Chris Berger Tinus Osendarp  | 41"3  |
| 2    | Argentina          | Juan Lavenás Antonio Sande Carlos Hofmeister Tomás Beswick  | 41"9  |
| 3    | Ungheria           | Mario Minai Gyula Gyenes József Kovács József Sír           | 42"0  |
| 4    | Gran Bretagna      | Charles Wiard Don Finlay Walter Rangeley Alan Pennington    | 42"4  |
| 5    | Francia            | Maurice Carlton Pierre Dondelinger Paul Bronner Robert Paul | 42"6  |
| 6    | Repubblica di Cina | Poh Kimseng Huang Yingjie Chen Kingkwan Liu Changchun       | 44"8  |

| Pos. | Nazione  | Atleti                                                             | Tempo |
| ---- | -------- | ------------------------------------------------------------------ | ----- |
| 1    | Germania | Wilhelm Leichum Erich Borchmeyer Erwin Gillmeister Gerd Hornberger | 41"4  |
| 2    | Canada   | Sam Richardson Bruce Humber Lee Orr Howie McPhee                   | 41"5  |
| 3    | Svezia   | Lennart Lindgren Irvin Ternström Östen Sandström Åke Stenqvist     | 41"5  |
| 4    | Svizzera | Albert Jud Bernard Marchand Georges Meyer Paul Hänni               | 42"2  |

### Finale
| Pos.    | Corsia | Nazione     | Atleti                                                             | Tempo         |
| ------- | ------ | ----------- | ------------------------------------------------------------------ | ------------- |
| Oro     | 4      | Stati Uniti | Jesse Owens Ralph Metcalfe Foy Draper Frank Wykoff                 | 39"8          |
| Argento | 5      | Italia      | Orazio Mariani Gianni Caldana Elio Ragni Tullio Gonnelli           | 41"1          |
| Bronzo  | 2      | Germania    | Wilhelm Leichum Erich Borchmeyer Erwin Gillmeister Gerd Hornberger | 41"2          |
| 4       | 1      | Argentina   | Juan Lavenás Antonio Sande Carlos Hofmeister Tomás Beswick         | 42"2          |
| 5       | 6      | Canada      | Sam Richardson Bruce Humber Lee Orr Howie McPhee                   | 42"7          |
| -       | 3      | Paesi Bassi | Tjeerd Boersma Wil van Beveren Chris Berger Tinus Osendarp         | (41"2) Squal. |